# Roy Holder
Roy Trevor Holder (Birmingham, 15 giugno 1946 – 9 novembre 2021) è stato un attore britannico famoso per aver recitato in diverse serie televisive tra le quali Ace of Wands, Z Cars, Spearhead e Doctor Who e nei film La bisbetica domata e Romeo e Giulietta.

## Biografia
Roy Holder è nato a Birmingham il 15 giugno 1946. Aveva quattro fratelli, Doreen, June, Kenny e Malcolm.
Ha esordito come attore nel 1961 nel film Whistle Down the Wind. Nel 1967 ha recitato ne La bisbetica domata di Franco Zeffirelli, per il quale reciterà nuovamente l'anno seguente in Romeo e Giulietta.
Successivamente ha recitato nei film Girando intorno al cespuglio di more (1968), The Virgin Soldiers (1969), Loot (1970), Psychomania (1973), La terra dimenticata dal tempo (1975) e Tempi brutti per Scotland Yard (1976).
Nel 1977 lavora nuovamente con Zeffirelli nella miniserie televisiva Gesù di Nazareth. 
Holder è inoltre apparso come Mr Callard in "Precious Bane", Frank Baker in Sorry!, come Mickey Lister in Coronation Street  e ha interpretato un fotografo in Steptoe and Son. Ha recitato la parte di Krelper in Dr. Who e quella di Nick in EastEnders (2000), così come la parte di Mr. Hill in Orgoglio e pregiudizio (2005) e quella di Gaffer Tom in Robin Hood (2010). Fu inoltre Fred Goddard in Warhorse (2011).
Holder è tornato a recitare in televisione nel 2018 in Dark Heart.

## Vita privata
Holder giocava in diversi celebri tornei di golf durante tutto l'anno per la "Stage Golfing Society".
Sposò Pauline Cox, truccatrice della BBC, con cui ebbe due figli.

## Filmografia parziale
- Whistle Down the Wind (1961)
- The Big Boys (1961) Film TV
- Summer, Autumn, Winter, Spring (1961) Film TV
- The Train Set (1961) Film TV
- L'anno crudele (Term of Trial) (1962)
- ITV Television Playhouseh - serie TV, episodio "The Paleto Confession" (1963)
- The Chem. Lab. Mystery (1963) Serie TV
- Dixon of Dock Green - serie TV, episodi "Before the Ball" e "The End of the Trail" (1963)
- Suspense - serie TV, episodio "Two Bits of Iron" (1963)
- ITV Play of the Week - serie TV, episodi "The Two on the Beach" e "London Wall" (1961-1963)
- Badger's Bend - serie TV, episodi 2x5 e 2x6 (1963)
- Sergeant Cork - serie TV, episodio "The Case of the Fourth Visitor" (1964)
- The Plane Makers - serie TV, episodio "The Homecoming" (1964)
- Story Parade - serie TV, episodio "The Elephant You Gave Me" (1964)
- Assassinio a bordo (Murder Ahoy) (1964) Non accreditato
- Otello (Othello) (1965)
- La bisbetica domata (The Taming of the Shrew) (1967)
- The Wednesday Play - serie TV, episodio "The Fat of the Land" (1967)
- Girando intorno al cespuglio di more (Here We Go Round the Mulberry Bush) (1968)
- For Schools and Colleges: Drama - serie TV, episodio "Chips with Everything: Part 3" (1969)
- Romeo e Giulietta (Romeo and Juliet) (1968)
- Gaslight Theatre - serie TV, episodio "Sweeney Todd or, the Demon Barber of Fleet Street" (1965)
- The Virgin Soldiers (1969)
- Tom Grattan's War - serie TV, episodi "The Coward" e "Badge of Fear" (1970)
- ITV Playhouse - serie TV, episodio "Private Lillywhite's Dead" (1970)
- La vergine e lo zingaro (The Virgin and the Gypsy) (1970)
- Scene - serie TV, episodio "£60 Single, £100 Return" (1970)
- Grady - serie TV, episodio "Pieces on a Board" (1970)
- Loot (1970)
- Day of Rest (1970) Cortometraggio
- Gesù di Nazareth (1977) - miniserie TV
- Robin Hood (2010)